# Galeria Zigurat
La Galeria Zigurat és un espai expositiu situat al costat del Teatre Nacional de Budapest. Es va construir alhora que el nou Teatre Nacional i es va acabar l'any 2002.

## Descripció
L'edifici, en forma de zigurat, està revestit de maons de color groc sorrenc i el seu interior serveix com a lloc d'exposicions temporals. Per la part exterior ascendeix un camí en espiral que voreja la torre que es va fent progressivament més estreta. A l'interior hi ha set sales que també estan comunicades per un camí en espiral.
L'alçada de l'edifici és d'11,6 m, i el seu diàmetre a ras de terra és de 29 m. El pla conceptual va ser elaborat per Péter Török i els arquitectes van ser Zoltán Szabó i Réka Kralovánszky. Des de la part superior de l'edifici es poden contemplar unes bones vistes de Budapest.